# 15384 Samková
15384 Samková è un asteroide della fascia principale. Scoperto nel 1997, presenta un'orbita caratterizzata da un semiasse maggiore pari a 2,9362971 UA e da un'eccentricità di 0,0770031, inclinata di 1,41652° rispetto all'eclittica.